# Villavelayo
Villavelayo è un comune spagnolo di 86 abitanti situato nella comunità autonoma di La Rioja.